# Thomas Coventry (2e comte de Coventry)
Pour les articles homonymes, voir Thomas Coventry et Coventry.
Thomas Coventry, 2e comte de Coventry (décédé en août 1710), est un pair anglais et membre de la Chambre des lords titré l'honorable Thomas Coventry de 1685 à 1697 et le vicomte Deerhurst jusqu'en 1699.
De 1690 à 1696, il est lieutenant adjoint du Worcestershire. Il hérite du comté de Thomas Coventry (1er comte de Coventry) en 1699, et est nommé peu de temps après Custos Rotulorum de Worcestershire, poste qu'il occupe jusqu'à sa mort en 1710. Il est également enregistreur de Coventry .
Coventry épouse Lady Anne Somerset, fille de Henry Somerset (1er duc de Beaufort), dont il a un fils, Thomas Coventry, 3e comte de Coventry.